# Critérium du Dauphiné libéré 1984
La 36e édition du Critérium du Dauphiné libéré a eu lieu du 28 mai au 4 juin 1984. Elle a été remportée par le Colombien Martin Ramirez. Il devance au classement général Bernard Hinault et Greg LeMond.                                   

## Classement général final
| Rang | Vainqueur       | Équipe | Pays       | Temps            |
| ---- | --------------- | ------ | ---------- | ---------------- |
| 1er  | Martín Ramírez  |        | Colombie   | 35 h 23 min 11 s |
| 2e   | Bernard Hinault |        | France     | 27 s             |
| 3e   | Greg LeMond     |        | États-Unis | 5 min 7 s        |
| 4e   | Pascal Simon    |        | France     | 6 min 33 s       |
| 5e   | Niki Ruttimann  |        | Suisse     | 10 min 41 s      |
| 6e   | Stephen Roche   |        | Irlande    | 11 min 59 s      |
| 7e   | Phil Anderson   |        | Australie  | 13 min 49 s      |
| 8e   | Michel Laurent  |        | France     | 16 min 36 s      |
| 9e   | Gilles Mas      |        | France     | 16 min 59 s      |
| 10e  | Dominique Garde |        | France     | 18 min 19 s      |

## Les étapes
| Étape       | Date   | Villes étapes                       | type     | Distance (km) | Vainqueur d'étape   | Leader du classement général |
| ----------- | ------ | ----------------------------------- | -------- | ------------- | ------------------- | ---------------------------- |
| Prologue    | 28 mai | Villeurbanne – Villeurbanne         | prologue | 3,3           | Allan Peiper        | Allan Peiper                 |
| 1re a étape | 29 mai | Villeurbanne – Beaurepaire          |          | 102           | Gerard Veldscholten | Gerard Veldscholten          |
| 1re b étape | 29 mai | Beaurepaire – Saint-Étienne         |          | 83            | Benny Van Brabant   | Gerard Veldscholten          |
| 2e étape    | 30 mai | Saint-Étienne – Charnay-lès-Mâcon   |          | 202           | Guy Gallopin        | Guy Gallopin                 |
| 3e étape    | 31 mai | Mâcon – Saint-Julien-en-Genevois    |          | 216           | Francisco Rodríguez | Guy Gallopin                 |
| 4e étape    | 1 juin | Chambéry – Chambéry                 |          | 192           | Michel Laurent      | Francisco Rodríguez          |
| 5e étape    | 2 juin | Chambéry – Fontanil-Cornillon       |          | 154           | Francisco Rodríguez | Francisco Rodríguez          |
| 6e étape    | 3 juin | Fontanil-Cornillon – col de Rousset |          | 178,5         | Phil Anderson       | Martín Ramírez               |
| 7e a étape  | 4 juin | Saint-Paul-Trois-Châteaux – Privas  |          | 104           | Guy Nulens          | Martín Ramírez               |
| 7e b étape  | 4 juin | Privas – Vals-les-Bains             |          | 32            | Greg LeMond         | Martín Ramírez               |